# クランスカ・ゴーラ
クランスカ・ゴーラ（Kranjska Gora, ドイツ語：Kronau）は、スロベニアの北西部ゴレンスカ地方にある町であり、そして地方行政区画としての市でもある。クランスカ・ゴーラはオーストリアとイタリアに接している。
クランスカ・ゴーラはジュリア・アルプス山脈に位置し、ウィンタースポーツの町としてとても有名である。Vitranc山の北斜面にスロベニアで最も古いスキー場が広がり、毎年アルペンスキー・ワールドカップや回転と大回転競技のVitranc Cup開催地としても知られている。また、プラニツァ地区には巨大なスキージャンプ台があり、スキージャンプ・ワールドカップが開催されている。

## 地理
市域はサヴァ川の上流域で、典型的なアルプスの谷アッパーサヴァ谷に位置する。東側はイェセニツェ、南東側にブレッド、南西側にボヴェツ、西側ではイタリアのタルヴィージオ、北側ではオーストリアのフィラッハ＝ラント郡と、それぞれ接している。
クランスカ・ゴーラ市は以下の町村から構成される。
- Kranjska Gora
- Belca
- Dovje
- Gozd Martuljek
- Log
- Mojstrana
- Podkoren
- Rateče
- Srednji vrh
- Zgornja Radovna